# Eugène Tourneux
Pour les articles homonymes, voir Tourneux.
Eugène Tourneux, né le 6 octobre 1809 à Bantouzelle et mort le 26 juin 1867 à Paris, est un peintre et poète français.

## Biographie
Jean François Eugène Tourneux est le fils de Jean François Tourneux, ingénieur au corps impérial des ponts et chaussées, et d'Antoinette Marguerite Brisson.
Élève de Laurent-Charles Maréchal, il expose au Salon de 1842 à 1867. Il remporte une médaille de troisième classe en 1843,.
Peintre et pastelliste, il réalise des portraits, des scènes de genre, et s'adonne à la poésie.
Il épouse en 1845, Laure Aglaé Forest, professeur de musique. De l'union nait le futur historien Maurice Tourneux.
Il meurt d'une attaque d'apoplexie à son domicile de la rue du Cherche-Midi à l'âge de 57 ans, le peintre Auguste Truphème est témoin du décès devant l'état civil.
La vente de ses derniers tableaux a lieu le 25 novembre 1867 à l'hôtel Drouot.

## Œuvres dans les collections publiques
- Amiens, Cathédrale Notre-Dame : Jésus tombant sous le poids de la croix[10],[11]
- Avranches, Musée-Bibliothèque : Faust et Wagner[12]
- Bar-le-Duc, Musée Barrois : Peintre parisien ; Le Général Oudinot[13]
- Bergues, Musée : La bonne aventure[14]
- Chaumont, Musée d'Art et d'Histoire : Adoration des Mages[13] ; La crêche et les rois mages[15]
- Grenoble, Musée-bibliothèque : Un point d’orgue[13],[10],[16]
- La Tour-du-Pin, Hôtel de ville : Gitans et voyageurs ; Halte de gitans[17]
- Paris, Musée du Louvre : Halte d'une famille de bohémiens[18]
- Rambouillet, Église Saint-Lubin-et-Saint-Jean-Baptiste : Saint Lubin faisant l'aumône[19]
- Rodez, Musée des Beaux-Arts Denys-Puech : Le Maestro Gabrieli (Contemporain de Paul Véronèse, faisant répéter un de ses motets)[20]

## Œuvres exposées aux Salons parisiens
- Rencontre de Jésus et des disciples d'Emmaüs, au Salon de 1842, pastel
- Marche des rois Mages, au Salon de 1843, pastel
- Une Bohémienne, au Salon de 1844, pastel
- Étude de femme, au Salon de 1844, pastel
- Melchior et Balthazar, deux rois mages, au Salon de 1844, pastel
- Portrait de M. D., au Salon de 1844, pastel
- Un bourgmestre ; étude d'homme, au Salon de 1845, pastel
- Le départ des rois mages, au Salon de 1845, pastel
- Les harmonies de l'automne, au Salon de 1845, pastel
- Rosina ; étude de femme, au Salon de 1845, pastel
- La fuite en Egypte, au Salon de 1846, pastel
- La crèche et les Mages, au Salon de 1847
- Les feuilles d'automne, au Salon de 1848
- « Rendez à César ce qui est à César ce à Dieu ce qui est à Dieu », au Salon de 1848
- Matinée, au Salon de 1850
- Brouillard, au Salon de 1850
- La controverse, au Salon de 1850
- Le soir, au Salon de 1850
- Halte d’une famille bohémienne, au Salon de 1852, pastel
- Discussion philosophique, au Salon de 1857, pastel
- Souvenir de Fontainebleau ; matinée, au Salon de 1857
- Souvenir de Fontainebleau, en décembre, au Salon de 1857
- Un point d’orgue, au Salon de 1859, pastel
- Faust et Wagner, au Salon de 1861
- Solitude ; paysage, au Salon de 1864
- Tête de bohémien, au Salon de 1864, étude
- Soleil couchant, au Salon de 1865
- Une bohémienne, au Salon de 1865
- Un orphéon vénitien, au Salon de 1865, pastel
- Les Falaises ; souvenir des Ardennes belges, au Salon de 1867
- Un porche de cathédrale au moyen-âge, au Salon de 1867

## Élèves
- Florimond Guénot (1825–1893)
- Adrien-Louis Lecocq (1832–1887)
- Louis-Camille d'Olivier (1827–1873)